# General Urquiza (empresa)
General Urquiza S.A. es una empresa de ómnibus de larga distancia de origen argentino. Fue fundada el 26 de abril de 1926 en la ciudad de Rosario, provincia de Santa Fe. En mayo de 2000, adquirió a la empresa Chevallier, denominándola "Nueva Chevallier". 

## Historia

### Origen de la empresa
La empresa fue fundada el 26 de abril de 1926. Apenas contaba con una unidad “Broadway” de 37 asientos, que hacía un recorrido urbano entre los barrios Mataderos y Alberdi, en la zona norte de la ciudad de Rosario.

### Década de 1930 y 1940
La empresa decide dejar de prestar servicios urbanos, para pasar a los de media distancia de las rutas de la Provincia de Santa Fe. Logra el permiso para poder prestar servicios entre la localidad de Rosario y el pueblo de Tortugas (en el límite con Córdoba). También, se agregan intermedias entre Rosario, Cañada de Gómez, Las Rosas, Carlos Pellegrini y El Trébol hasta los límites geográficos de la Provincia de Córdoba.
A fines de la misma década se logra la primera concesión para prestar un servicio directo que una las ciudades de Rosario y Córdoba. En los años 40 se extiende el itinerario hasta lo que hoy es la Ciudad Autónoma de Buenos Aires.

### Los 50: expansión cordobesa
Capilla del Monte, Río Ceballos y Alta Gracia lograron formar parte de la traza de Urquiza a fines de esta década, ayudando al turismo en las Sierras de Córdoba.

### Década de 1960: la llegada del Dorado
En 1965, adquiere 15 unidades Super Coach de Lujo “El Dorado”. Se destacaba por su presentación

### Década de 1970: más provincias
A comienzos de esta década, se unen las Provincias de Buenos Aires, Santa Fe, Córdoba y La Rioja. Posteriormente, se anexan las provincias de Catamarca, Santiago del Estero y Tucumán.

## Alianzas y adquisiciones
Primeramente asociada con A.B.L.O. y habiendo adquirido a empresas como Sierras de Córdoba y Cañadense, en los primeros años del nuevo milenio, General Urquiza compró junto a Flecha Bus a Empresa Argentina en 2007, en medio de varias controversias y acusaciones de vaciamiento y concurso de acreedores. Posteriormente, General Urquiza es adquirida por Flecha Bus.
Otra severa controversia en la que cayó la empresa, fue la de la venta de pasajes coordinados con otras empresas, lo cual fue denunciado en 1997 por defensa de la competencia

## Huelga de 2013
A fines de agosto de 2013, una huelga de choferes (amparados en la UTA) debido a la falta de pago tras la apertura de paritarias, hizo que por el plazo de dos días no circulen unidades de la empresa.

## Huelga de 2018
A principios de agosto de 2018, otra huelga se produjo en la empresa, debido a la falta de pago de los salarios a los trabajadores; resultando en un paro por tiempo indeterminado. Una de las ciudades más perjudicadas por la medida, fue Rosario.

## Actualidad
Desde principios del nuevo milenio, se integró en el Grupo Flecha Bus, que lo comprenden diversas empresas como la misma Flecha Bus, Chevallier, Empresa Argentina, Sierras de Córdoba, entre otras tantas.
Al día de hoy, la empresa cuenta con un Parque Móvil de 200 unidades de última generación, con tecnología GPS y Wi-Fi.
Pese a las inversiones en unidades, ciertos organismos de defensa del consumidor han denunciado a la empresa por averías en las unidades, como ha ocurrido en Chilecito, La Rioja, en enero de 2018.

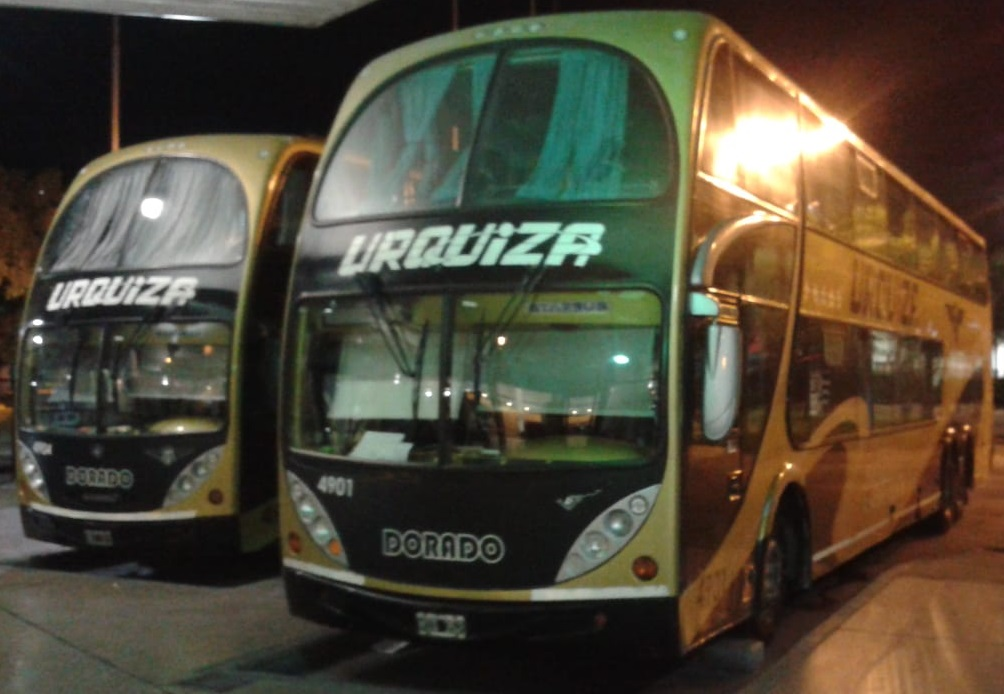
Par de omnibus de General Urquiza (Mercedes-Benz carrozados por Metalsur), en la terminal Mariano Moreno de Rosario

## Siniestros relevantes
- Febrero de 2007: vuelco en la Ruta Nacional 9, kilómetro 221 (altura Ramallo). Dos muertos y 44 heridos, 5 de ellos graves.[8]

- Abril de 2010: choque contra un automóvil particular, en la Autopista Rosario-Córdoba, en las inmediaciones de Bell Ville. 4 muertos y 32 heridos es el saldo del siniestro.[9]

- Enero de 2017: el interno 3434 protagoniza un siniestro, dejando un saldo de 56 heridos y siete de ellos graves tras embestir de atrás a un camión, en la Autopista Rosario-Córdoba, cerca de la localidad cordobesa de San Marcos Sud.[10]

Posteriormente, la empresa emitió un comunicado, explicando el siniestro ocurrido.
- Marzo de 2018: incendio de una unidad en la ciudad de Rosario, cuando ésta iba vacía y se dirigía a prestar servicio a la Terminal Mariano Moreno.[12]

## Principales destinos
Realiza viajes diarios a ocho provincias argentinas. Las tres cabeceras de la empresa son Buenos Aires, Córdoba y Rosario.
- Provincia de Buenos Aires: San Nicolas, La Plata
- Provincia de Catamarca: San Fernando del Valle de Catamarca, Andalgalá, Recreo
- Provincia de Córdoba: Córdoba, Villa Carlos Paz, La Falda, Mina Clavero, Cosquín, Alta Gracia, Villa General Belgrano, Bell Ville, Leones, Las Varillas, Villa del Rosario, Marcos Juárez, General Roca, Oliva, Los Cocos, La Cumbre, Villa Giardino, San Francisco.
- Provincia de La Rioja: Ciudad de La Rioja, Chilecito
- Provincia de Santa Fe: Ceres, Ciudad de Rosario, Cañada de Gómez, Carcarañá, San Jorge, Carlos Pellegrini, El Trébol, Ceres, Rafaela, Las Rosas, Las Parejas, Armstrong, Tortugas,
- Provincia de Santiago del Estero: Termas de Río Hondo, Ciudad de Santiago del Estero, La Banda, Beltran, Forres, Garza, Fernandez, Taboada, Lugones, Ojo de Agua, Pinto.
- Provincia de Tucumán: San Miguel de Tucumán, Ciudad Alberdi, Concepción, Aguilares.